# Gore Highway
Der Gore Highway ist eine Fernstraße im Südosten des australischen Bundesstaates Queensland. Er verbindet die Städte Goondiwindi an der Grenze zu New South Wales und Toowoomba. Zusammen mit dem Goulburn Valley Highway und dem Newell Highway bildet er die Nationalstraßenverbindung von Melbourne nach Brisbane. Er trägt die Nummer NA39.
Der Highway führt durch die Region Darling Downs. Die typische Szenerie entlang der Straße sind Viehweiden, Obsthaine und Getreidefelder. Sie wurde erst im Februar 1993 zum Highway erhoben und übernahm damit diese Funktion für die Strecke Goondiwindi – Brisbane vom Cunningham Highway. So wurde der Verkehr zwischen den Bundesstaaten durch Toowoomba zum Warrego Highway umgeleitet und ersetzte damit die alte Route durch Warwick und die Cunninghams Gap, die viel größere Steigungen aufwies. So wurde die Fahrt, insbesondere für den Güterverkehr, einfacher und schneller. Anfangs hieß sie Staatsstraße 85, bis im Februar 1993 die Nationalstraße 85 geschaffen wurde, die die S85 in zwei Teile teilte. 2005 erhielt sie die Nummer NA39.
Der höchste Punkt im Verlauf des Highways liegt auf 652 m, der niedrigste auf 221 m.

## Geschwindigkeitsbegrenzungen
- Drayton (Toowoomba) – Westbrook (Toowoomba): 90 km/h
- Westbrook (Toowoomba) – Millmerran (25 km südwestlich): 100 km/h
- Millmerran – Goondiwindi: 110 km/h